# 候補者 〜メキシコシティの闇〜
『候補者 〜メキシコシティの闇〜』（スペイン語: El Candidato）は、ピーター・ブレイク原案でAmazon Prime Video向けにテレビサが製作した、メキシコの政治スリラーのインターネットテレビのシリーズ。
シリーズの主要キャストとしてはジェームズ・ピュアフォイ、ホセ・マリア・デ・タビラ、エレンディラ・イバラ、ホアキン・コシオおよびエスメラルダ・ピメンテルが出演している。
シリーズのトレイラーは2020年7月15日に公開された。2020年7月17日にAmazon Prime Videoで初公開された。

## プロット
CIAの新人現場工作員であるイザベラ・アルファーロは、メキシコで最も悪質で有名な麻薬王のラファエル・バウティスタを倒すために、CIAの悪名高い伝説的工作員、ウェイン・アディソンとともに活動する。この任務によって、かつての恋人であり、現在はメキシコシティ市長で、この国で最も清廉でありかつ刺激的な政治家のラロ・イザギレと対立することになる。

## 主要登場人物
ウェイン・アディソン
演 ジェームズ・ピュアフォイ
CIAメキシコシティ支局副支局長
イザベル・アルファーロ（イザ）
エレンディラ・イバラ
新人工作員としてCIAメキシコシティ支局に配属された分析官
ラロ・イザギレ
ホセ・マリア・デ・タビラ
メキシコシティ市長
ラファエル・バウティスタ
ホアキン・コシオ
麻薬カルテルのボス
ボイド・ソレンソン
ブレット・ハリソン

ベロニカ・デ・ベラスコ・リベラ
エスメラルダ・ピメンテル
ラロの妻

## エピソード
| 通算 話数 | タイトル                              | 監督                      | 脚本                              | 公開日        |
| --- | ------------------------------------- | ------------------------- | --------------------------------- | ------------- |
| 1 | "パイロット版 Pilot"                  | Jaime Reynoso             | Peter Blake                       | 2020年7月17日 |
| 現代のメキシコシティでスパイ活動、犯罪、そして政治が衝突する。有能だが自滅的なCIA工作員と、若く野心的なメキシコ系アメリカ人の見習い、そして刺激的だが秘密主義の市長が世界で最も凶悪な麻薬カルテルがメキシコシティに足場を気づこうとする中で権力を争っている。 |                                       |                           |                                   |               |
| 2 | "憲法29条 Artículo 29"                | Jaime Reynoso             | Daniel Krauze                     | 2020年7月17日 |
| ウェインはメキシコとアメリカが連携する「フュージョン・センター」に加わり、最近の流血事件を引き起こした殺し屋（シカリオ）を追跡する。イザは大使館で待機せよと言う命令を無視してゲレロ・カルテルへの手がかりを追う。そして、ラロは麻薬操作の主導権を巡ってメキシコ大統領と対立し、キャリアを危険に晒す。                                                                           |                                       |                           |                                   |               |
| 3 | "盗聴 Lightbulb"                      | Max Hurwitz               | Humberto Hinojosa Ozcariz         | 2020年7月17日 |
| イザはカルテルと繋がりのある情報源を自分の最初の「アセット」として採用するが、その過程で倫理的な境界を越えつつある。ウェインは旧知の訪問者によって、不快で暴力的な記憶を呼び起こす。ラロは、裕福で有力な亜族のしていに対するレイプ事件の起訴に踏み切って妻との関係を危うくする。そして、バウティスタのメキシコシティに対する計画が徐々に明らかになる。                           |                                       |                           |                                   |               |
| 4 | "攻撃 Toques"                         | Ted Cohen                 | Humberto Hinojosa Ozcariz         | 2020年7月17日 |
| ウェイン、イザ、パメラは、ゲレロ・カルテルに繋がり可能性のある腐敗した銀行家の自宅に潜入する危険な任務に取り掛かる。ラロとイザは美術展に取り組むうちに絆を深めるが、過去の対立が再び表面化し、友情を脅かす。そして、バウティスタの殺し屋たちは謎の作戦を実行し、メキシコシティに恐ろしい事態を引き起こす。                                                                       |                                       |                           |                                   |               |
| 5 | "諜報合戦 Operativo"                  | Jaime Reynoso             | Peter Blake & David Chasteen      | 2020年7月17日 |
| ウェイン、イザおよびロメロは人質救出のために懸命に働く。ラロと市警も同様だが、ラロには自分の筋書きがあった。バウティスタは配下の殺し屋たちを使った謎の計画を実行する。そして、ウェインとイザはやがてバウティスタがメキシコシティを狙う理由について、恐るべき事実を知る。 |                                       |                           |                                   |               |
| 6 | "ブラックベリー Blackberries"         | Jaime Reynoso             | Katherine Walczak                 | 2020年7月17日 |
| ラロは前回の出来事を引きずっている。ラロはイザを郊外の家族の屋敷に連れて行き、そこでイザはラロの最大の秘密を知ることになる。一方、ウェインはバウティスタの弱点を発見し、それを利用して麻薬カルテルに罠を仕掛ける。しかし、バウティスタも自分の罠を用意している。 |                                       |                           |                                   |               |
| 7 | "怒りの街 En la ciudad de la furia"   | Humberto Hinojosa Ozcariz | Max Hurwitz                       | 2020年7月17日 |
| イザは最近の流血沙汰をきっかけにウェインと手を切り、職業上も個人的にも危険な行動に出る。ウェインは過去の知人を訪れ、回想の中でバウティスタに対する憎しみの悲劇的な期限が明かされる。バウティスタはゲレロの丘で肉体的にも霊的にも旅をし、ラロとメキシコ全土に恐ろしい結果をもたらす決断を下す。                                                                                   |                                       |                           |                                   |               |
| 8 | "釈明 Fireside Chat"                  | Humberto Hinojosa Ozcariz | Ted Cohen                         | 2020年7月17日 |
| イザの婚約者が、ウェインとイザの両方を刑務所送りにしかねない手がかりを追う中で、ウェエインの報告書に載せない作戦が見つかる。イザはウェインの不始末をごまかすために偽のアセットをでっち上げる羽目になる。一方、バウティスタはウェインの生命を脅かすが、不思議なことに生かしたままにする。ベロニカは結婚生活の真実を知る。そして、ラロはこれまで以上の悪事に手を染めることになる。 |                                       |                           |                                   |               |
| 9 | "森の中の小屋 La cabaña en el bosque" | Jaime Reynoso             | Katherine Walczak & Daniel Krauze | 2020年7月17日 |
| ラロはゲレロ・カルテルと正面から対立し、致命的な結果をもたらす。ウェインののるかそるかの賭けは、自身とイザを北部同盟との血まみれの抗争に陥らせる。そして、イザとラロは二人の関係についてある決意を固める。 |                                       |                           |                                   |               |
| 10 | "嵐の前夜 Desert of the Lions"        | Jaime Reynoso             | Peter Blake                       | 2020年7月17日 |
| 前回のエピソードの後、ウェイン、イザ、ベロニカ、ラロの四人はそれぞれの人生や関係に気づくことになる。シーズンの終わりに、これまでの同盟は打ち壊され、新たな同盟が築かれる。そして主人公たちは新たな戦いに備えることになる。 |                                       |                           |                                   |               |

## 評価
批評家からは非常に肯定的な評価を得た。
初回放送の1週間後、エラルド・デ・メヒコ紙はこのシリーズはメキシコ国民のお気に入りの一つになり、ソーシャルメディア上では政府の腐敗に関する議論が巻き起こっていると書いた。アルバロ・クエバはミレニオ紙に、このシリーズを「壮大」で、「この作品が大好きで、感動し、衝撃を受けた」と書いている。アレルタ・クロは、「素晴らしいキャスト」と「知的で複雑な脚本」を有するこの番組を「我が国でこれまでに制作された最高のシリーズの一つ」と呼んだ。GQインディア誌はこのシリーズを「権力、金、憎しみ、そして愛が織りなす手に汗握る物語」と呼んだ。テキーラはこのシーリズを9/10と評価し、「『候補者』はテンポの良いCIAアクションがお望みなら必見」と述べている。